# (5222) Ioffe
(5222) Ioffe es un asteroide perteneciente al cinturón de asteroides, descubierto el 11 de octubre de 1980 por Nikolái Stepánovich Chernyj desde el Observatorio Astrofísico de Crimea (República de Crimea).

## Designación y nombre
Designado provisionalmente como 1980 TL13. Fue nombrado Ioffe en honor a Abram Ioffe uno de los creadores de la escuela de física soviética, pionero en la investigación de semiconductores y académico de la Academia de Ciencias de la URSS

## Características orbitales
Ioffe está situado a una distancia media del Sol de 2,775 ua, pudiendo alejarse hasta 3,172 ua y acercarse hasta 2,378 ua. Su excentricidad es 0,143 y la inclinación orbital 34,53 grados. Emplea 1688 días en completar una órbita alrededor del Sol.

## Características físicas
La magnitud absoluta de Ioffe es 11,4. Tiene 17,989 km de diámetro y su albedo se estima en 0,202. Está asignado al tipo espectral B según la clasificación SMASSII.